# Ekstraklasa
Ekstraklasa je nejvyšší polskou fotbalovou ligovou soutěží, která se hraje od roku 1927. V letech 1920–1926 bylo pořádáno Mistrovství Polska, v nichž byl nejúspěšnější tým Pogoń Lwów se čtyřmi tituly.

## Nejlepší kluby v historii - podle počtu titulů

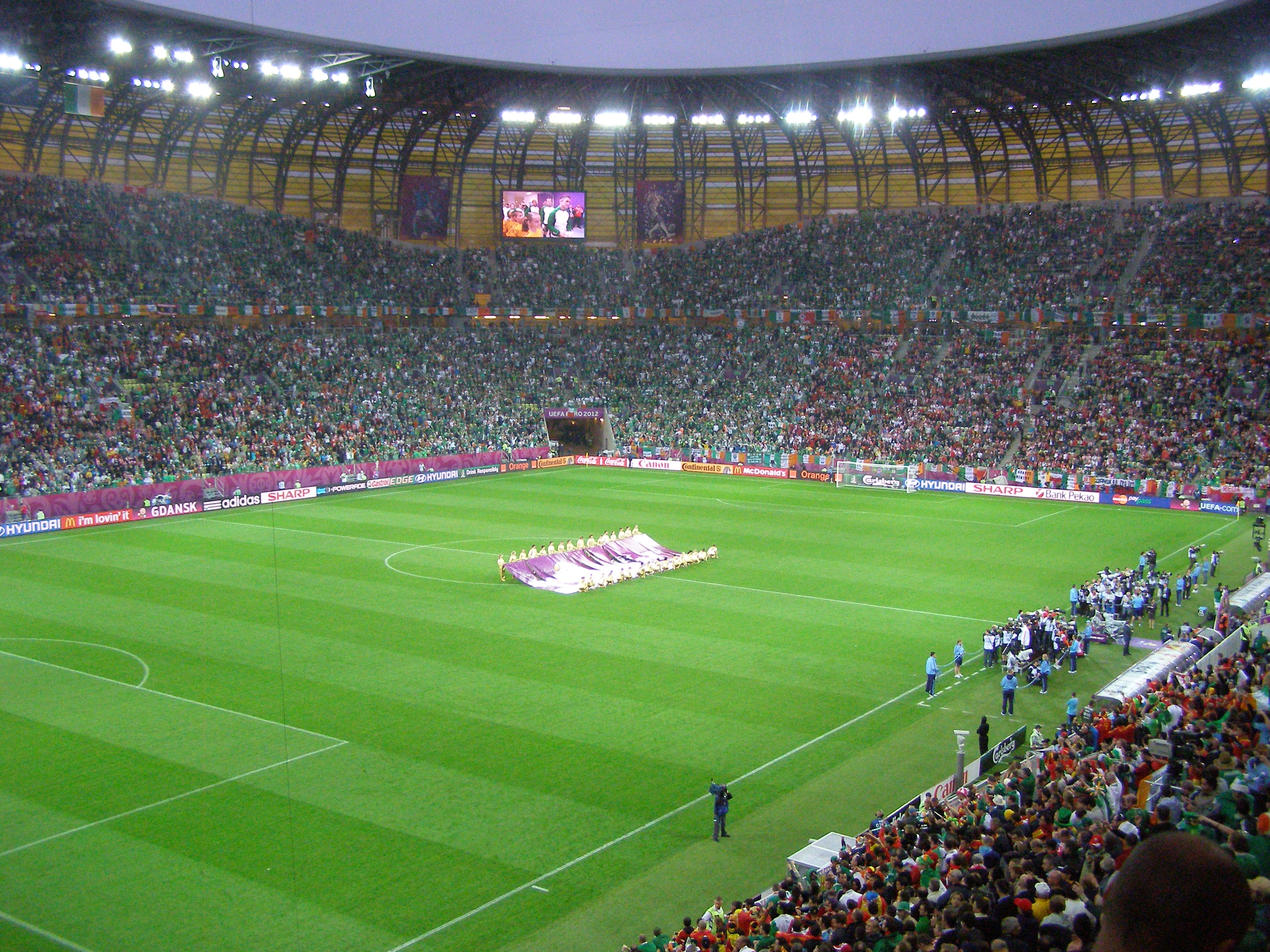
PGE Arena, Gdaňsk

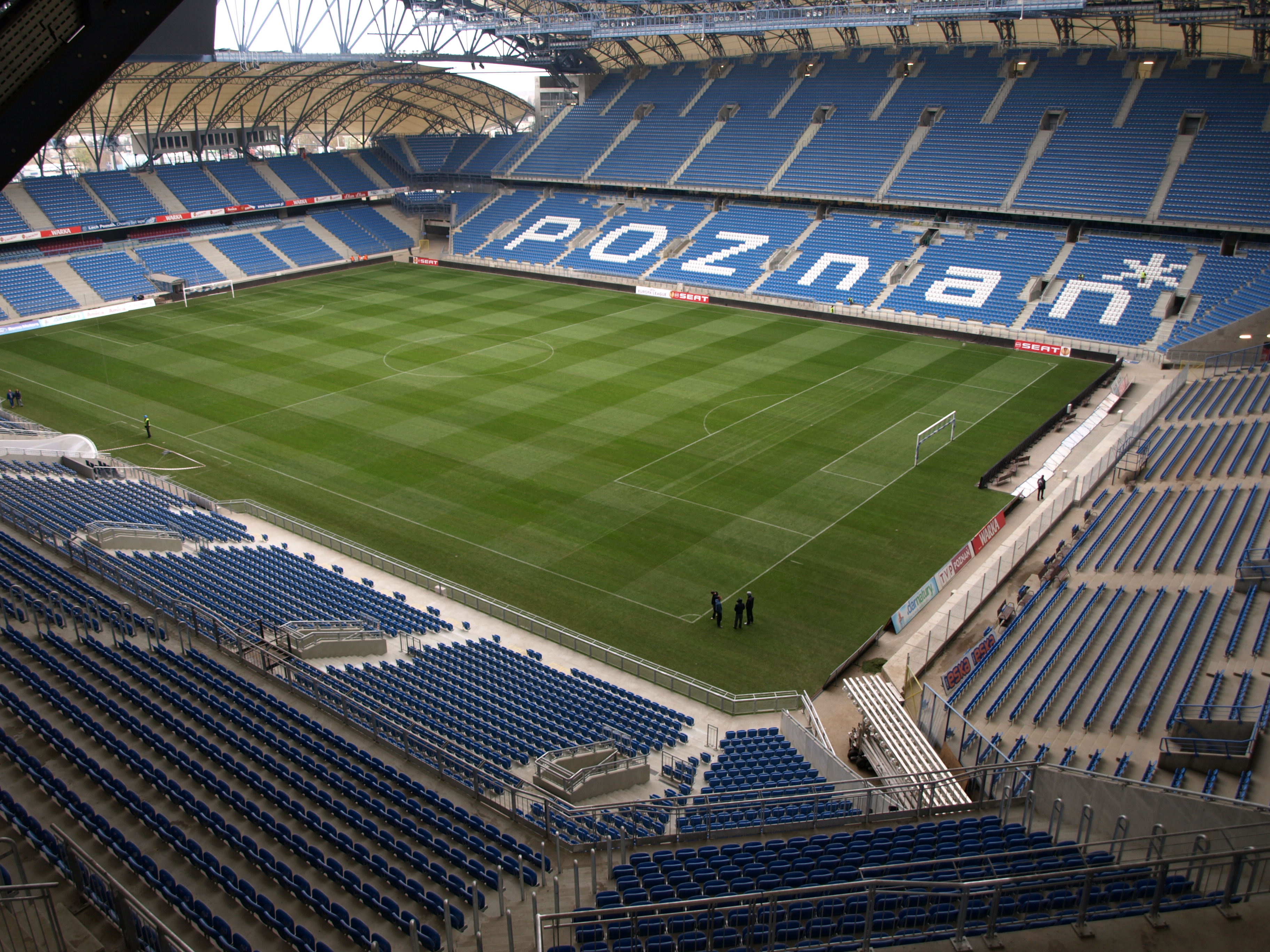
Městský stadion, Poznaň

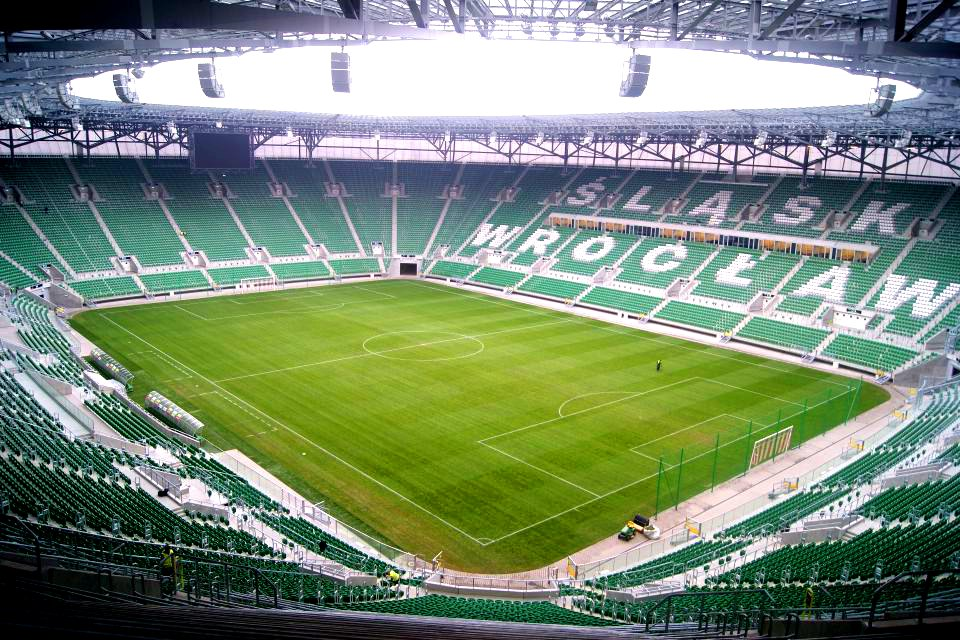
Městský stadion, Vratislav

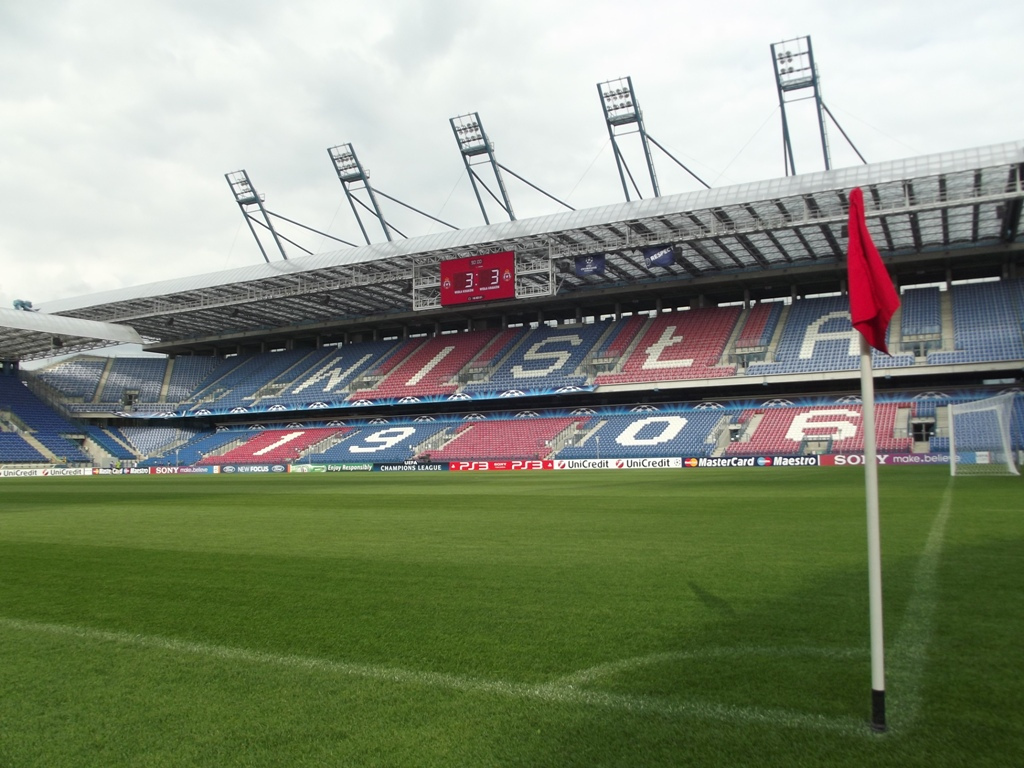
Městský stadion (Henryk Reyman), Krakov

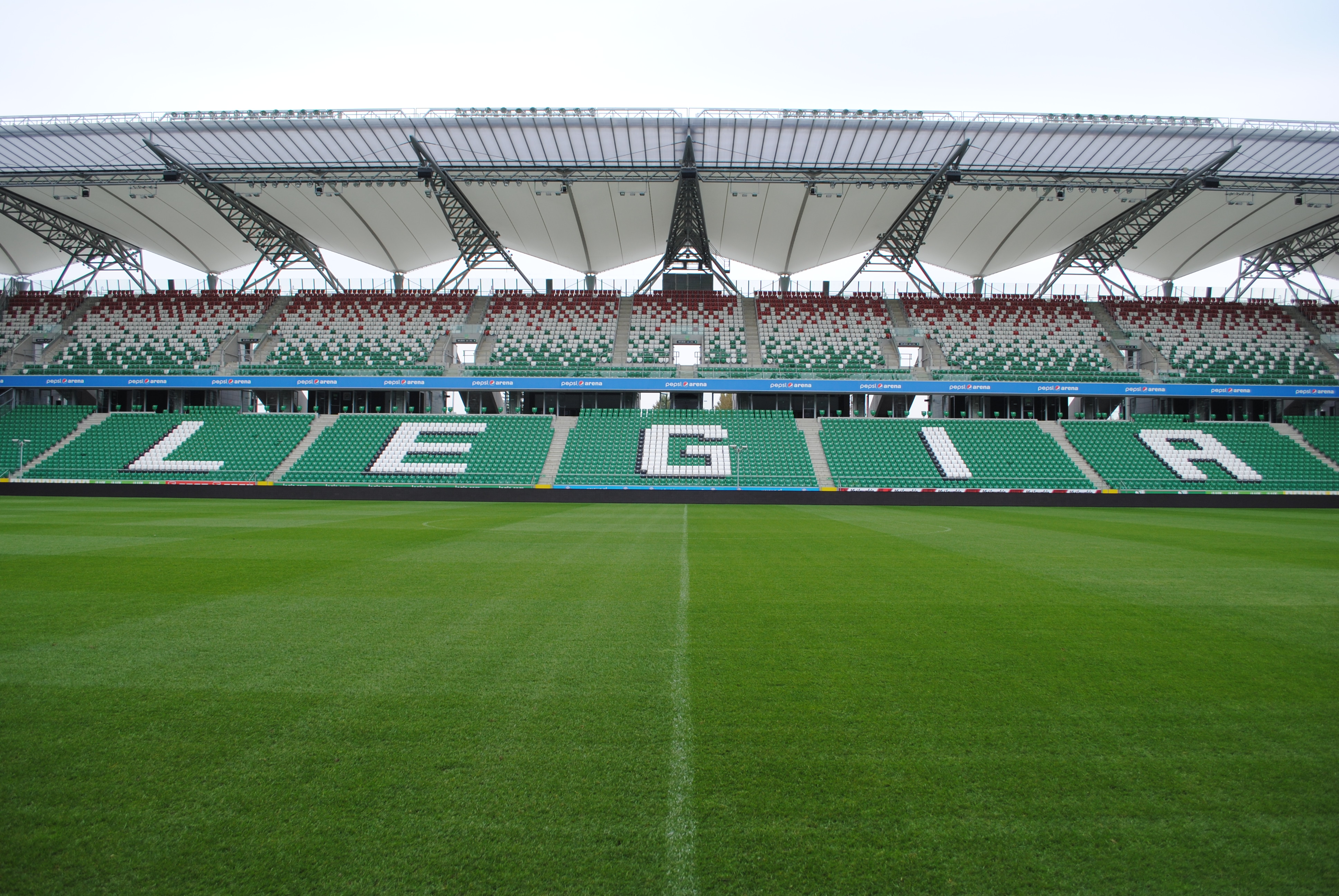
Stadion Polské Armády, Varšava

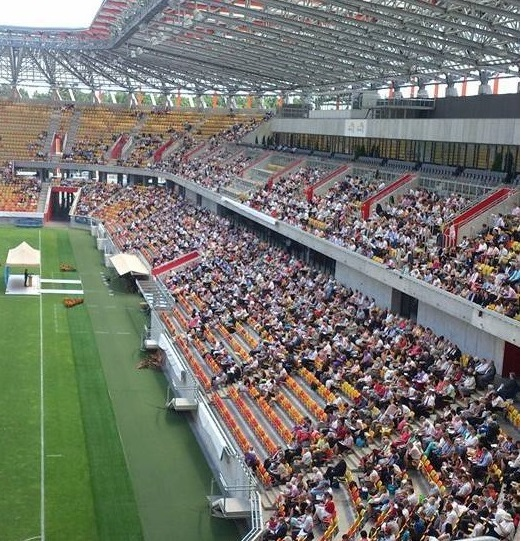
Městský stadion, Białystok

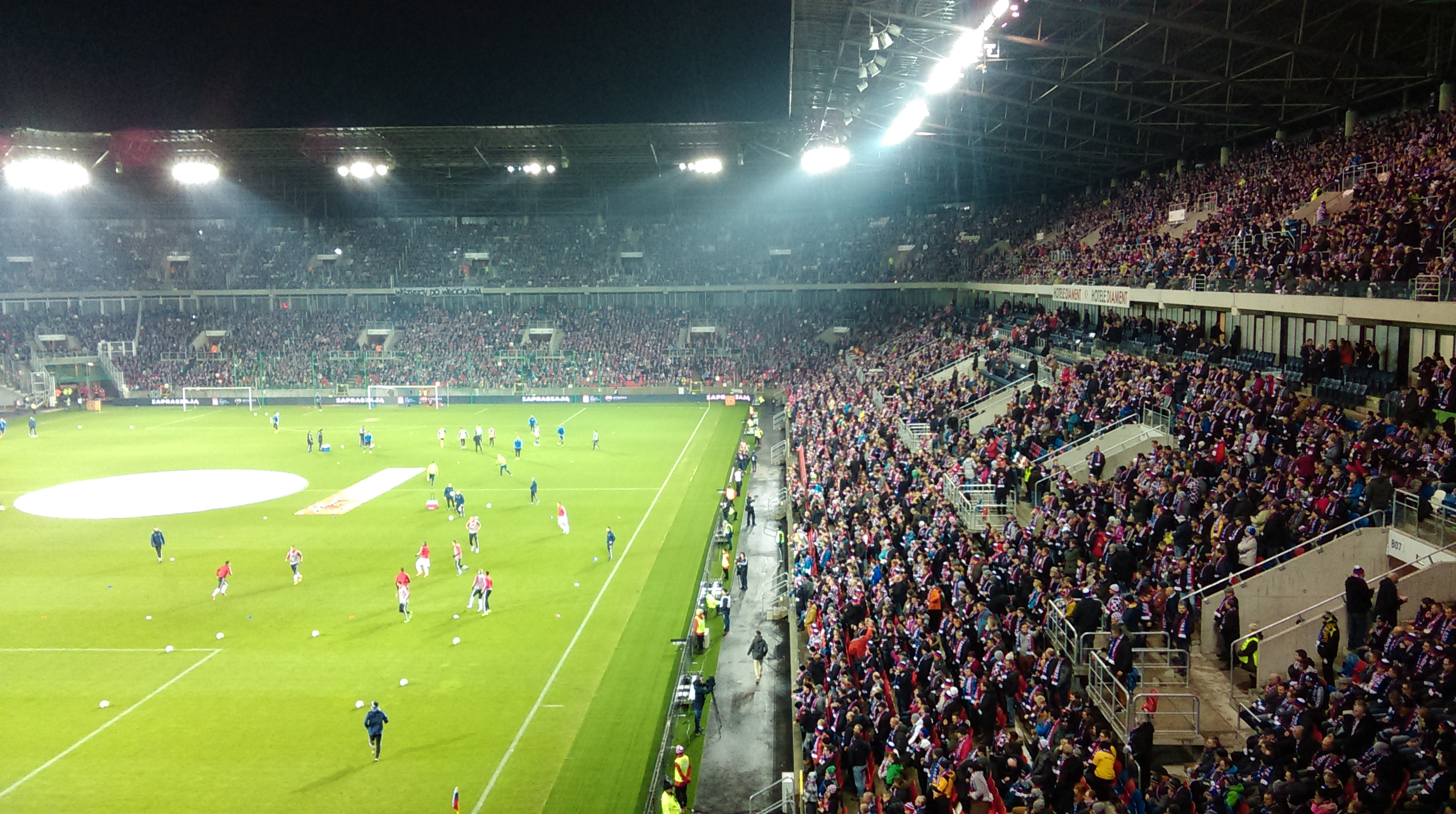
Stadion Ernesta Pohla, Zabrze

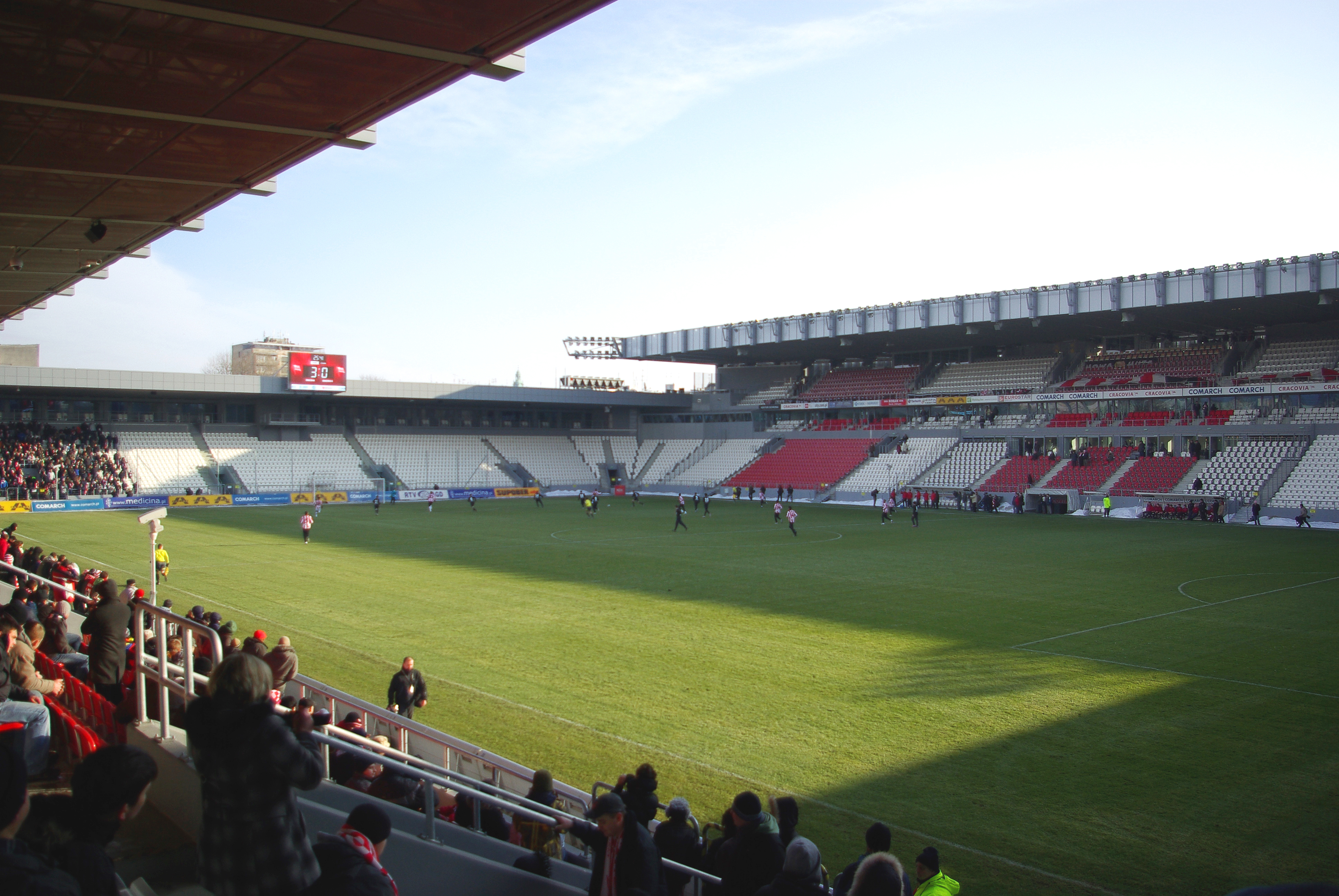
Stadion Cracovie, Krakov

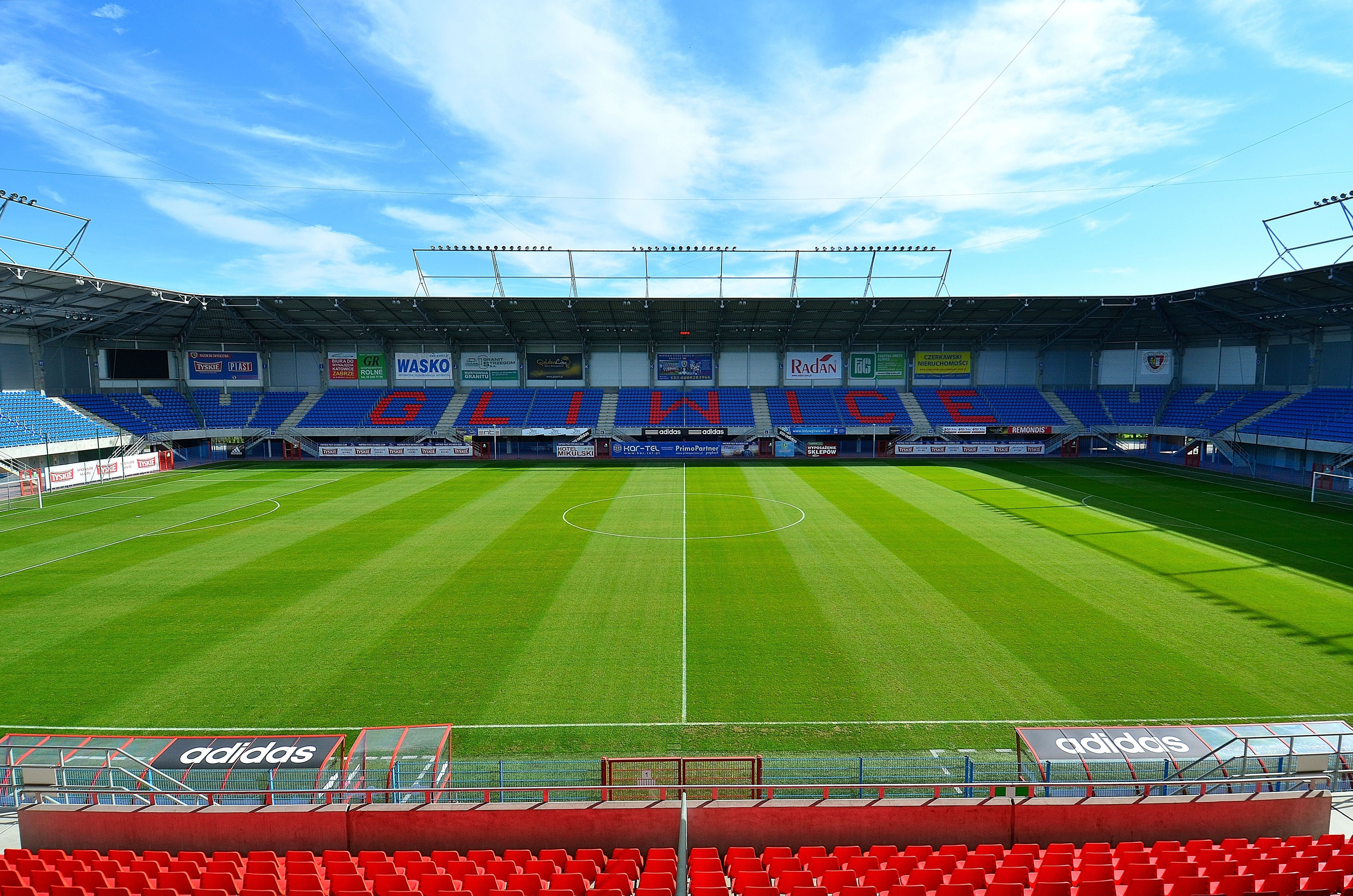
Městský stadion, Gliwice

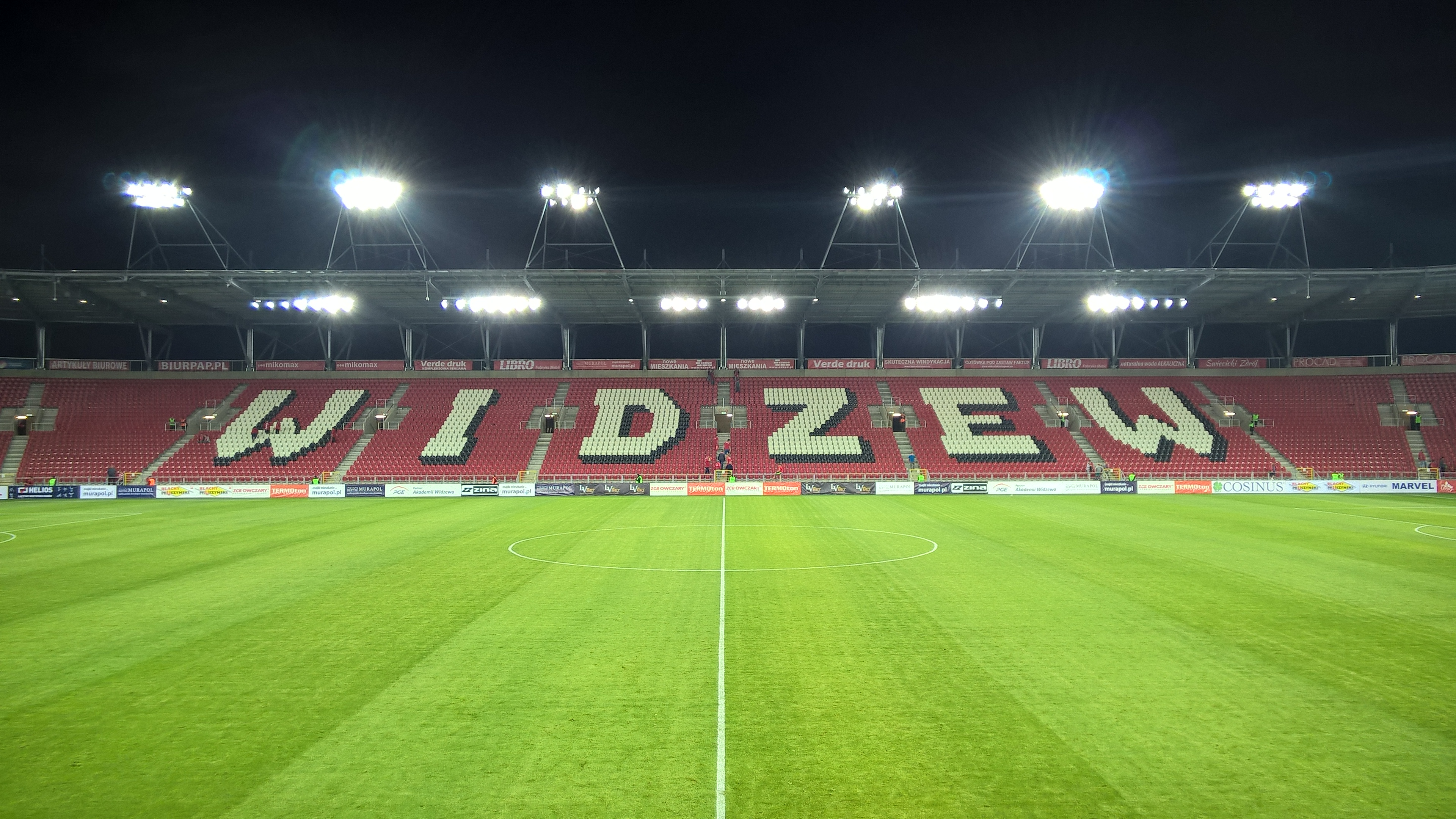
Stadion Widzewa Łódź, Łódź

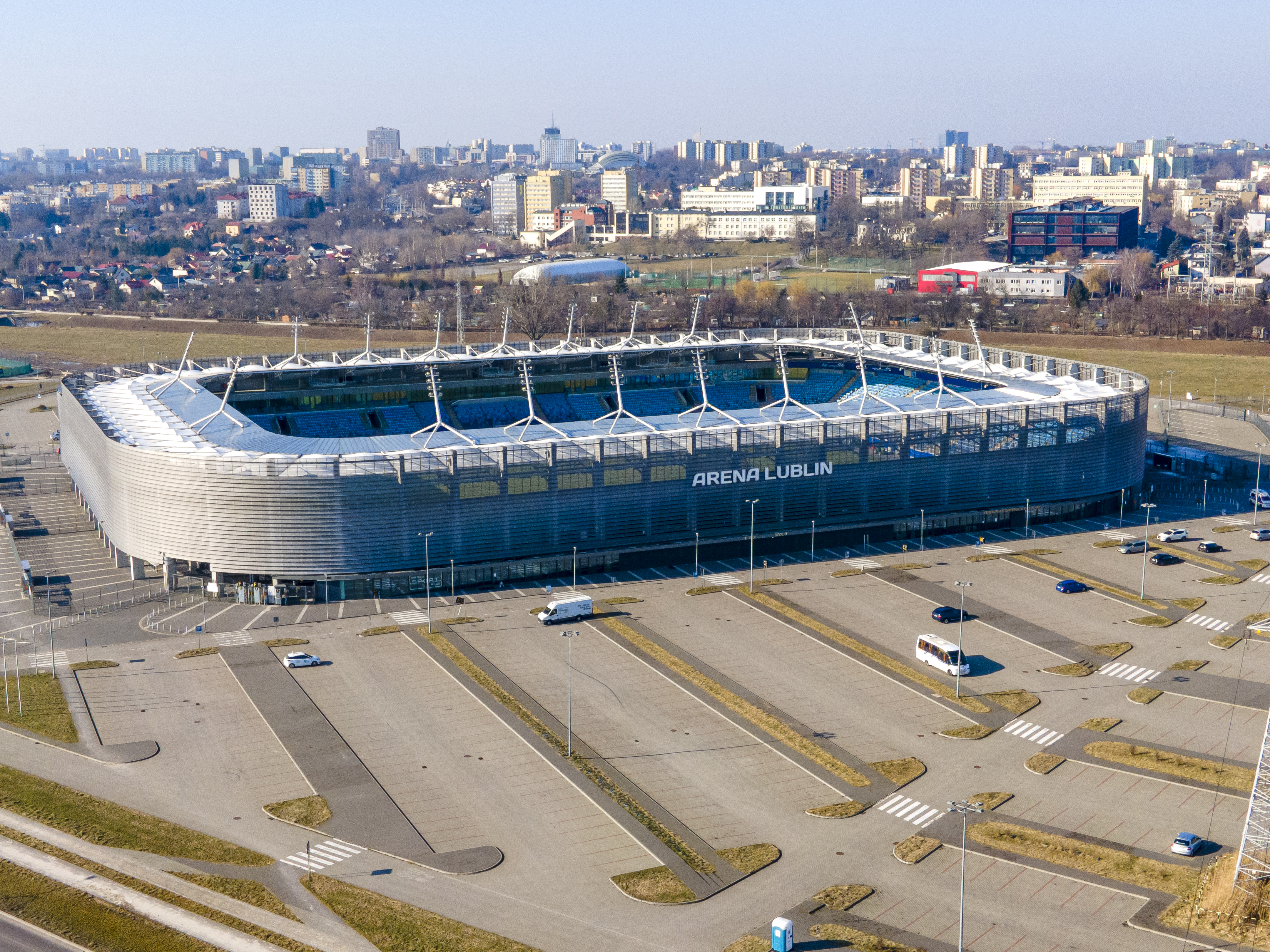
Arena Lublin, Lublin

| Vítězové nejvyšší ligové soutěže |        | |
| Klub                             | Tituly | Vítězné ročníky |
| Legia Varšava                    | 15     | 1955, 1956, 1968/69, 1969/70, 1993/94, 1994/95, 2001/02, 2005/06, 2012/13, 2013/14, 2015/16, 2016/17, 2017/18, 2019/20, 2020/21 |
| Ruch Chořov                      | 14     | 1933, 1934, 1935, 1936, 1938, 1951, 1952, 1953, 1960, 1967/68, 1973/74, 1974/75, 1978/79, 1988/89                               |
| Górnik Zabrze                    | 14     | 1957, 1959, 1961, 1962/63, 1963/64, 1964/65, 1965/66, 1966/67, 1970/71, 1971/72, 1984/85, 1985/86, 1986/87, 1987/88             |
| Wisla Krakov                     | 13     | 1927, 1928, 1949, 1950, 1977/78, 1998/99, 2000/01, 2002/03, 2003/04, 2004/05, 2007/08, 2008/09, 2010/11                         |
| Lech Poznaň                      | 9      | 1982/83, 1983/84, 1989/90, 1991/92, 1992/93, 2009/10, 2014/15, 2021/22, 2024/25                                                 |
| Cracovia                         | 5      | 1921, 1930, 1932, 1937, 1948 |
| Widzew Lodž                      | 4      | 1980/81, 1981/82, 1995/96, 1996/97                                                                                              |
| Pogoń Lvov                       | 4      | 1922, 1923, 1925, 1926 |
| Warta Poznaň                     | 2      | 1929, 1947 |
| Polonia Bytom                    | 2      | 1954, 1962 |
| Śląsk Vratislav                  | 2      | 1976/77, 2011/12 |
| Polonia Varšava                  | 2      | 1946, 1999/00 |
| ŁKS Lodž                         | 2      | 1958, 1997/98 |
| Stal Mielec                      | 2      | 1972/73, 1975/76 |
| Zagłębie Lubin                   | 2      | 1990/91, 2006/07 |
| Jagiellonia Białystok            | 1      | 2023/24 |
| Raków Częstochowa                | 1      | 2022/23 |
| Piast Gliwice                    | 1      | 2018/19 |
| Szombierki Bytom                 | 1      | 1979/80 |
| Garbarnia Krakov                 | 1      | 1931 |

## Přehled vítězů dle roků
Zdroj:
| - 1920: nedohráno* - 1921: Cracovia - 1922: Pogoń Lwów - 1923: Pogoń Lwów - 1924: neodehráno - 1925: Pogoń Lwów - 1926: Pogoń Lwów - 1927: Wisla Krakov - 1928: Wisla Krakov - 1929: Warta Poznań - 1930: Cracovia - 1931: Garbarnia Kraków - 1932: Cracovia - 1933: Ruch Chorzów - 1934: Ruch Chorzów - 1935: Ruch Chorzów - 1936: Ruch Chorzów - 1937: Cracovia - 1938: Ruch Chorzów - 1939: nedohráno* - 1946: - 1947: - 1948: Cracovia - 1949: Wisla Krakov - 1950: Wisla Krakov - 1951: Wisla Krakov - 1952: Ruch Chorzów - 1953: Ruch Chorzów - 1954: Polonia Bytom - 1955: Legia Warszawa - 1956: Legia Warszawa - 1957: Górnik Zabrze - 1958: ŁKS Łódź - 1959: Górnik Zabrze - 1960: Ruch Chorzów - 1961: Górnik Zabrze - 1962: Polonia Bytom - 1962–63: Górnik Zabrze - 1963–64: Górnik Zabrze - 1964–65: Górnik Zabrze - 1965–66: Górnik Zabrze - 1966–67: Górnik Zabrze - 1967–68: Ruch Chorzów - 1968–69: Legia Warszawa - 1969–70: Legia Warszawa - 1970–71: Górnik Zabrze - 1971–72: Górnik Zabrze - 1972–73: Stal Mielec - 1973–74: Ruch Chorzów - 1974–75: Ruch Chorzów - 1975–76: Stal Mielec - 1976–77: Śląsk Wrocław | - 1977–78: Wisla Krakov - 1978–79: Ruch Chorzów - 1979–80: Szombierki Bytom - 1980–81: Widzew Łódź - 1981–82: Widzew Łódź - 1982–83: Lech Poznań - 1983–84: Lech Poznań - 1984–85: Górnik Zabrze - 1985–86: Górnik Zabrze - 1986–87: Górnik Zabrze - 1987–88: Górnik Zabrze - 1988–89: Ruch Chorzów - 1989–90: Lech Poznań - 1990–91: Zagłębie Lubin - 1991–92: Lech Poznań - 1992–93: Lech Poznań - 1993–94: Legia Warszawa - 1994–95: Legia Warszawa - 1995–96: Widzew Łódź - 1996–97: Widzew Łódź - 1997–98: ŁKS Łódź - 1998–99: Wisla Krakov - 1999–00: Polonia Warszawa - 2000–01: Wisla Krakov - 2001–02: Legia Warszawa - 2002–03: Wisla Krakov - 2003–04: Wisla Krakov - 2004–05: Wisla Krakov - 2005–06: Legia Warszawa - 2006–07: Zagłębie Lubin - 2007–08: Wisla Krakov - 2008–09: Wisla Krakov - 2009–10: Lech Poznań - 2010–11: Wisla Krakov - 2011–12: Śląsk Wrocław - 2012–13: Legia Warszawa - 2013–14: Legia Warszawa - 2014–15: Lech Poznań - 2015–16: Legia Warszawa - 2016–17: Legia Warszawa - 2017–18: Legia Warszawa - 2018–19: Piast Gliwice - 2019–20: Legia Warszawa - 2020–21: Legia Warszawa - 2021–22: Lech Poznań - 2022–23: Raków Częstochowa - 2023–24: Jagiellonia Białystok - 2024–25: Lech Poznań |

- Ročník 1920 nedohrán kvůli polsko-sovětské válce
- Ročník 1939 nedohrán kvůli 2. světové válce
- v letech 1920–1926 a 1946–1947 se nehrálo ligovým systémem

## Ekstraklasa 2024/25
31. srpna 2024
1. Jagiellonia Białystok
2. Śląsk Wrocław
3. Legia Warszawa
4. Pogoń Szczecin
5. Lech Poznań
6. Górnik Zabrze
7. Raków Częstochowa
8. Zagłębie Lubin
9. Widzew Łódź
10. Piast Gliwice
11. Stal Mielec
12. Puszcza Niepołomice
13. Cracovia
14. Radomiak Radom
15. Korona Kielce
16. Lechia Gdańsk
17. GKS Katowice
18. Motor Lublin